# Bandera de Wisconsin
La bandera del estado de Wisconsin tiene un fondo azul cargado con el escudo de armas del estado. Oficialmente diseñado en 1863 (debido a los regimientos de Wisconsin quería una bandera para el uso del campo de batalla), la bandera fue modificada para añadir "Wisconsin" y "1848" en 1981. El año 1848 es cuando Wisconsin fue admitido en los Estados Unidos como un estado.

## Historia
La bandera de Wisconsin fue adoptada en 1863, a raíz de las solicitudes de los regimientos de la Guerra Civil para su uso en el campo de batalla. La legislatura formó un comité para elegir las especificaciones de la bandera, que era el escudo de armas del estado centrado en un campo de color azul oscuro. Este diseño era similar a los que utilizaban los regimientos. En 1913, se añadió formalmente a los Estatutos de Wisconsin, que especificaban el diseño de la bandera del estado.
En 1941, Carl R. Eklund informó que izó la bandera estatal sobre la Antártida, a instancias del gobernador de Wisconsin Julius P. Heil, a unas 500 millas al norte del Polo Sur y 620 millas dentro de un área previamente inexplorada. En 1958, Eklund izó otra bandera sobre la Antártida que presentó para su exhibición en un museo estatal. En 1953, el asambleísta estatal William N. Belter de Wautoma criticó la bandera por ser demasiado costosa debido a los detalles.
El astronauta James Lovell, que creció en Milwaukee, llevó consigo banderas de Wisconsin en al menos dos de sus vuelos espaciales; uno a bordo del Gemini 7 en 1965 y otro en el Apolo 13. La bandera del Gemini 7 fue presentada al gobernador Warren Knowles en una ceremonia en el capitolio estatal el año siguiente, y la bandera del Apolo 13 se vendió en una subasta en 2021.
En 1973, cuando el senado estatal intentó añadir la palabra Wisconsin a la bandera, cambio el cual fue criticado por ser demasiado recargada. En 1975, se vendieron algunas banderas estatales que tenían incorrectamente el sello del estado en lugar del escudo de armas del estado. El secretario de estado de Wisconsin, Douglas J. La Follette, señaló que la bandera estatal correcta no tenía el estandarte de trece estrellas en la parte inferior.
Para distinguirla de las muchas otras banderas azules de los estados de Estados Unidos, la bandera de Wisconsin se modificó en 1979 para agregar "Wisconsin" y "1848", el año en que Wisconsin fue admitido en la Unión. La legislación especificó que el nuevo diseño entraría en vigor el 1 de mayo de 1981, y todas las banderas del estado de Wisconsin fabricadas después de esa fecha debían usar el diseño modificado.

## Diseño de bandera

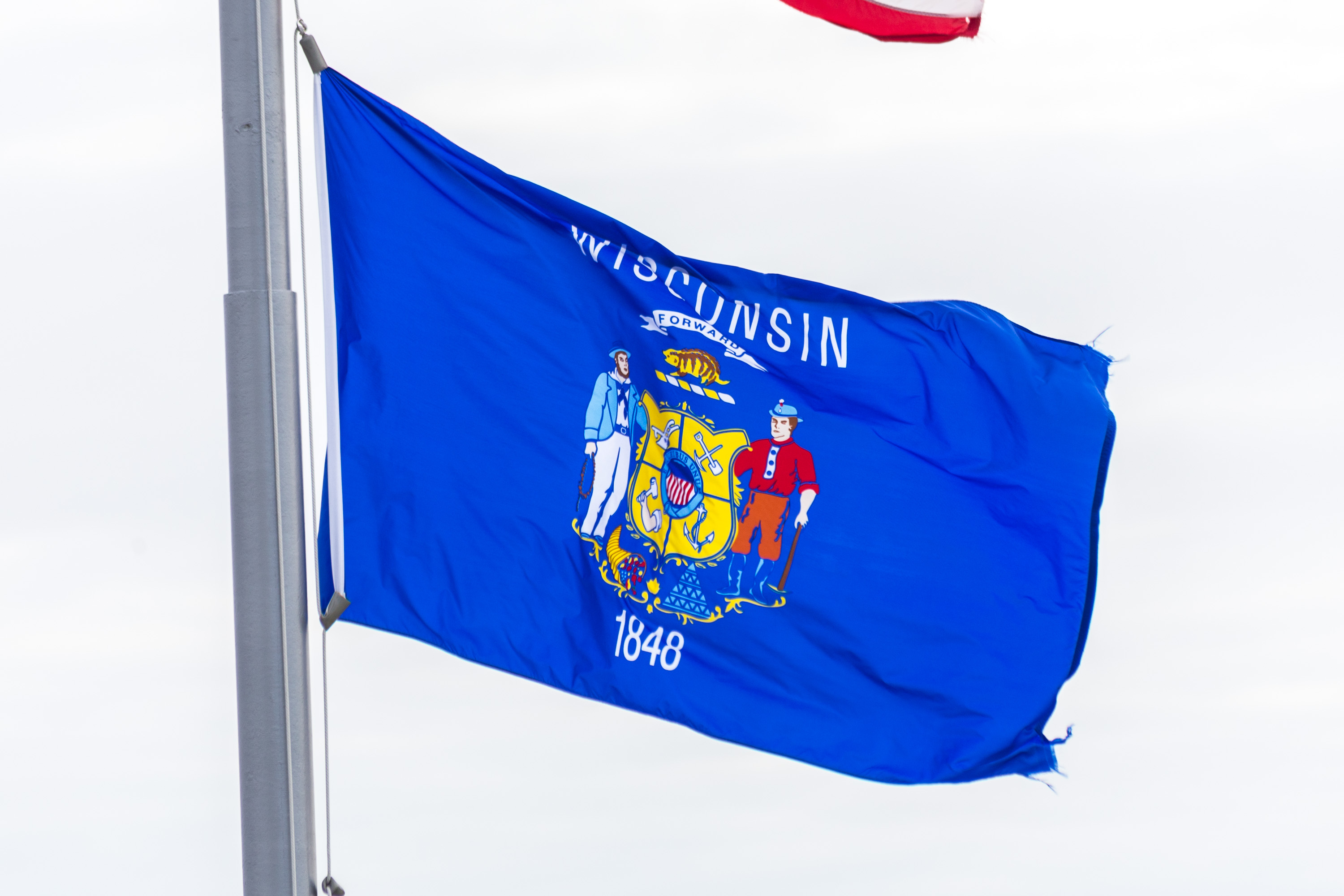
La bandera estatal ondea frente al capitolio estatal.

El campo de la bandera es azul marino con el escudo de armas de Wisconsin en el centro, y las palabras "Wisconsin" en letras mayúsculas arriba y "1848" debajo del sello en una fuente blanca en negrita. En la parte superior del escudo de armas, hay un tejón y el lema del estado "Adelante". En el centro, en el escudo, hay un arado para representar la agricultura, un pico y una pala para representar la minería, un brazo y un martillo que representan la fabricación y un ancla que representa la navegación. En el centro del escudo está el escudo de armas de los Estados Unidos. El escudo está sostenido por un marinero y un terrateniente, ambos representando el trabajo en la tierra y en el agua. En la parte inferior hay una cornucopia, que representa la prosperidad, y hay 13 lingotes de plomo que representan tanto la riqueza mineral como las 13 colonias originales de los Estados Unidos.
La bandera del estado está descrita oficialmente por ley como:

(a) Dimensiones relativas de 2 a 3, de la izamiento a la bandera. (b) Un fondo de tela azul real. (c) El escudo de armas del estado, como se describe en 1.07, en material de colores apropiados, aplicado en cada lado en el centro del campo, de tal tamaño que, si se coloca en un círculo cuyo diámetro es igual al 50 por ciento de la izamiento, las partes más alejadas del centro del campo se encontrarían, pero no cruzarían, el límite del círculo. (d) La palabra "WISCONSIN" en letras góticas condensadas, mayúsculas y blancas, de un octavo de la altura de la izamiento, centrada sobre el escudo de armas, a medio camino entre la parte más alta del escudo de armas y el borde superior de la bandera. (e) El año "1848" en números góticos condensados, blancos, de un octavo de la altura de la izamiento, centrado debajo del escudo de armas, a medio camino entre la parte más baja del escudo de armas y el borde inferior de la bandera.

En 2001, la Asociación Vexilológica de América del Norte (NAVA) realizó una encuesta que clasificó la bandera de Wisconsin como una de las peores en cuanto a diseño. Entre las 72 banderas de estados, territorios y provincias canadienses y de Estados Unidos, la de Wisconsin ocupó el puesto 65 (la 8.ª peor). La NAVA criticó la falta de originalidad del diseño del "sello del estado sobre una sábana azul", que actualmente se utiliza en casi la mitad de las banderas de los estados de Estados Unidos. Wisconsin es uno de los 22 estados de Estados Unidos . que utilizan una bandera azul con el escudo o el escudo del estado.

## Banderas históricas

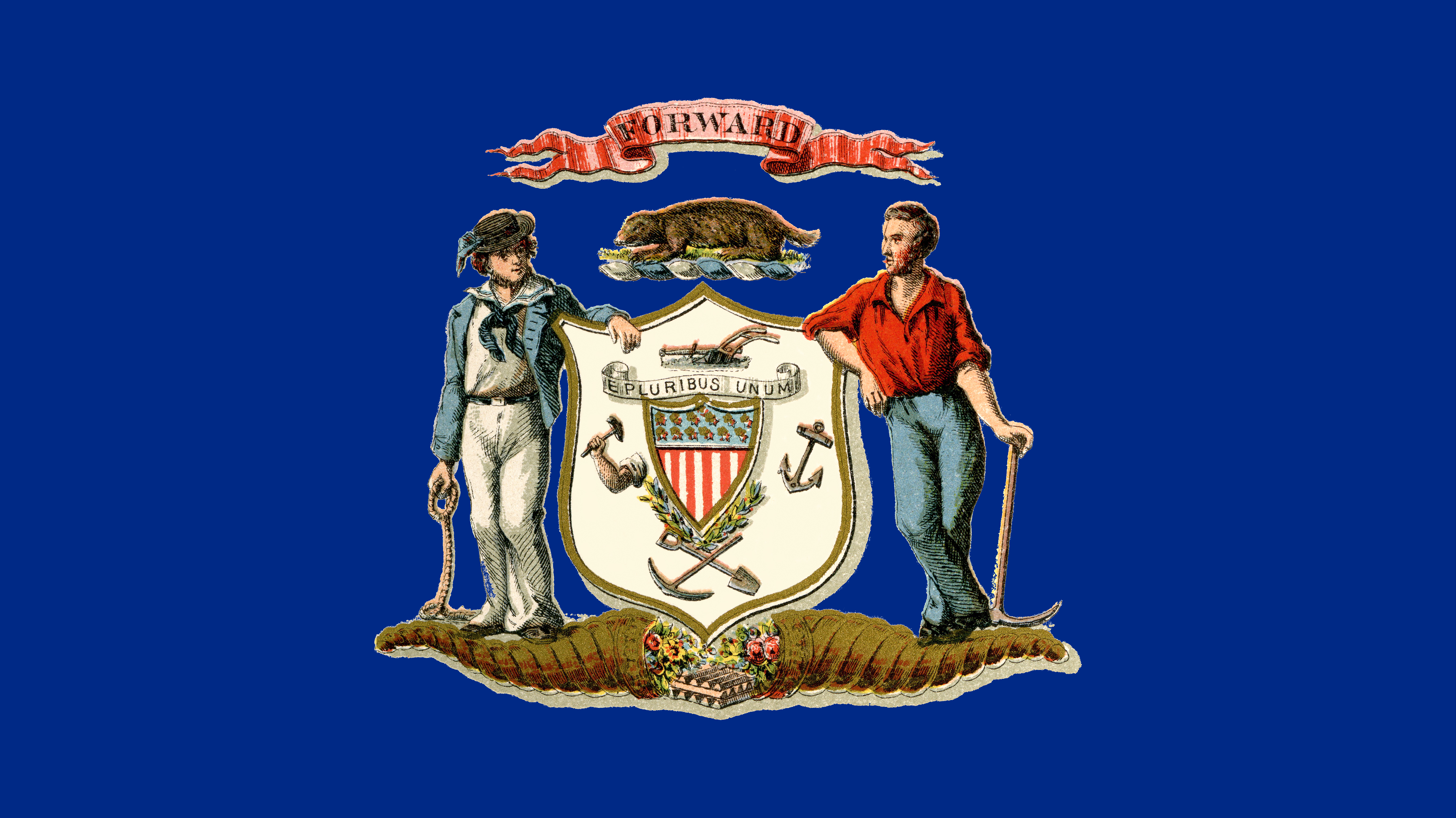
Bandera del estado de Wisconsin de 1866 a 1913
Bandera del estado de Wisconsin de 1913 a 1981